# Unser Hamburg
Unser Hamburg ist das 46. Studioalbum des österreichischen Schlagersängers Freddy Quinn. Es erschien 1989 im Musiklabel Ariola auf Schallplatte (Nummer: 209 530). Das Album konnte sich nicht in den deutschen Albumcharts platzieren. Singleauskopplungen wurden keine produziert. Das Lied Das gibt’s nur auf der Reeperbahn bei Nacht wurde als Duett von Quinn und der Hamburger Schauspielerin und Sängerin Heidi Kabel aufgenommen, vier andere Lieder sang sie allein.

## Titelliste
Das Album beinhaltet folgende 16 Titel:
- Seite 1

1. Freddy Quinn: Auf der Reeperbahn nachts um halb eins (im Original von Walter Jankuhn, 1911[3])
2. Freddy Quinn: Hamburg, altes Mädchen
3. Freddy Quinn: Wo die hohen Masten in den Schiffen steh’n
4. Heidi Kabel: Hammonia (Mein Hamburg, ich liebe dich)
5. Freddy Quinn: Fischer Kuddel
6. Freddy Quinn: Wo die Nordseewellen … (geschrieben von Friedrich Fischer-Friesenhausen, Martha Müller-Grählert und Simon Krannig[4])
7. Heidi Kabel: Die Blumenfrau von der Reeperbahn (Lasst Blumen sprechen)
8. Freddy Quinn: In Hamburg sind die Nächte lang (im Original von Fred Bertelmann und Hansen-Quartett, 1955[5])

- Seite 2

1. Freddy Quinn: In Hamburg schlägt der Puls der Welt (Hamburg-City)
2. Freddy Quinn: Hamburg, ein Hafen von Heut
3. Heidi Kabel: Der Junge von St. Pauli (im Original von Freddy Quinn, 1970[6])
4. Freddy Quinn: Nimm uns mit, Kapitän, auf die Reise (im Original als Nimm mich mit, Kapitän, auf die Reise von Will Höhne, 1950[7])
5. Freddy Quinn: In Hamburg, da bin ich gewesen (im Original als Ausgestoßen (In Hamburg, da bin ich gewesen) ein Volkslied[8])
6. Heidi Kabel: Hummel, Hummel – Mors Mors
7. Freddy Quinn: Rolling Home (im Original ein Volkslied[9])
8. Freddy Quinn & Heidi Kabel: Das gibt’s nur auf der Reeperbahn bei Nacht (im Original von Freddy Quinn, 1962[10])